# Dypsis
Dypsis é um género botânico pertencente à família Arecaceae.

## Espécies
| - Dypsis ambanjae - Dypsis ambositrae - Dypsis ampasindavae - Dypsis andrianatonga - Dypsis ankirindro - Dypsis antanambensis - Dypsis arenarum - Dypsis baronii - Dypsis basilonga - Dypsis beentjei - Dypsis bejofo - Dypsis boiviniana - Dypsis brevicaulis - Dypsis canaliculata - Dypsis canescens - Dypsis carlsmithii - Dypsis ceracea - Dypsis commersoniana - Dypsis confusa - Dypsis coursii - Dypsis crinita - Dypsis decaryi | - Dypsis decipiens - Dypsis dransfieldii - Dypsis faneva - Dypsis fasciculata - Dypsis florencei - Dypsis heteromorpha - Dypsis hovomantsina - Dypsis humilis - Dypsis ifanadianae - Dypsis intermedia - Dypsis interrupta - Dypsis lanceolata - Dypsis ligulata - Dypsis lutescens - Dypsis madagascariensis - Dypsis malcomberi - Dypsis makirae - Dypsis mananjarensis - Dypsis mangorensis - Dypsis mcdonaldiana - Dypsis nauseosa | - Dypsis nossibensis - Dypsis onilahensis - Dypsis oreophila - Dypsis oropedionis - Dypsis ovobontsira - Dypsis paludosa - Dypsis pembana - Dypsis perrieri - Dypsis pilulifera - Dypsis prestoniana - Dypsis procera - Dypsis psammophila - Dypsis rivularis - Dypsis sahanofensis - Dypsis saintelucei - Dypsis scottiana - Dypsis serpentina - Dypsis singularis - Dypsis tsaratananensis - Dypsis tsaravoasira - Dypsis utilis |